# Милавица
ЗАО «Милави́ца» (бел. Мілавіца) — белорусский производитель женского нижнего белья. Помимо основного бренда Milavitsa компания производит и распространяет продукцию под торговыми марками Aveline, BodyArt, Accent. Находится в городе Минск.

## История компании

### 1908—1915. Фабрика братьев Турнье
Галантерейная фабрика «Франсуа-Турне» была основана в Минске в 1908 году двумя братьями по имени Жан и Франсуа-Виктор Турнье-Коллет. Разрешение на открытие фабрики было получено от Минского губернского правления 8 ноября. Фабрика производила целлулоидные дамские гребешки, мужские расчески, пуговицы и прочие изделия.
Предприятие братьев было электрифицировано: на фабрике стояла динамо-машина в 25 лошадиных сил, которая вырабатывала электрический ток для освещения.
В 1911 году фабрика перешла в руки товарищества «Франсуа Турнье», в состав которого к тому моменту уже входили местные предприниматели — купец Блимович и инженеры Шмерлинг и Калецкий.
В 1913 году на предприятии работал двигатель мощностью в 60 лошадиных сил, и было задействовано около 200 рабочих, в том числе 18 французских мастеров-граверов. Фабрика «Франсуа Турне» произвела 23 тысячи женских гребней на общую сумму 254, 2 тысяч рублей. Дела шли успешно: Соломон Блимович и Моисей Калецкий стали одними из самых богатых предпринимателей того времени.
В преддверии Первой мировой войны в 1915 году фабрику эвакуировали вместе с оборудованием и большей частью рабочих. В 1917 году цеха фабрики были полностью разрушены, а сама фабрика после революции — национализирована.

### 1926—1928. Артель «Спартак»
В 1925 году инициативная группа из числа бывших работников фабрики «Франсуа Турне» подала заявление в «Белкустпромсоюз» об организации артели по производству продукции из пластмассы.
Нужное разрешение было получено, и в 1925 году артель «Спартак» начала свою деятельность в Минске. Официально Устав промышленно-кооперативной артели был принят только в 1927 году.
В артели производились дамские гребни, расчески, пуговицы и другие мелкие бытовые товары.

### Предприятие «Белоруска»
После национализации артель «Спартак» была включена в состав государственной галантерейной фабрики «Белоруска». Новая фабрика начала работу 1 марта 1929 года в Минске. Директором был назначен Ф. С. Диканов, ранее занимавший пост Председателя Центрального Правления Союза текстильщиков республики.
Фабрика «Белоруска» состояла из двух корпусов: первый изготавливал пуговицы, второй — гребни.

### Фабрика имени М. В. Фрунзе
По случаю пятнадцатой годовщины Октябрьской революции, фабрике в ноябре 1932 года было присвоено имя полководца гражданской войны М. В. Фрунзе.
Специализация предприятия осталась прежней: «Гребни 1573800 шт., волосодержатели 3400 шт., пуговицы 130879 сот, и другие галантерейные изделия».
Фабрика проработала до начала Великой Отечественной войны: после налета немецкой авиации на Минск 23 июня 1941 года все основные цеха предприятия были уничтожены.
В 1945 году были начаты работы по восстановлению фабрики в полуразрушенных помещениях бывшего дрожжевого завода. После того, как производство было запущено, ассортимент фабрики расширился: с 1950 года комбинат стал выпускать сумки из кожзаменителя, прорезиненные женские плащи, детские накидки.
В 1960 году по решению совета министров БССР фабрика имени М. В. Фрунзе стала специализироваться в производстве швейной галантереи и фурнитуры (пряжки, пуговицы) и мужских клетчатых сорочек, а с 1961 года приступила к освоению корсетных изделий (грации и полуграции). Первоначально при разработке предметов женского туалета и швейных галантерейных изделий использовалась информация (образцы зарубежных фирм) из Торгово-промышленной палаты Министерства торговли БССР.
В 1964 году на предприятии произошла полная смена ассортимента: фабрика полностью перешла на пошив предметов женского туалета. Конструкторы экспериментального цеха самостоятельно стали разрабатывать все модели предметов женского туалета, и в качестве первых манекенщиц, порой, выступали сами. Изделия фабрики стали пользоваться на рынке большим спросом.

### 1969—1991. МПШО «Комсомолка»
11 сентября 1969 года по приказу министерства легкой промышленности фабрика была переименована в минское производственное швейное объединение «Комсомолка». Предприятие выпускало бюстгальтеры, пояса, полукорсеты, грации из шелковых, хлопчатобумажных тканей и эластичных полотен, изделия для новорождённых и детей ясельного и школьного возраста, галстуки.
В ноябре 1970 года был введен в эксплуатацию новый производственный корпус по улице Нововиленская, 28. В настоящее время в нём до сих пор размещены производственные цеха, а также главный офис компании «Милавица».

### с 1991 — ЗАО «Милавица»
В 1991 году сотрудники компании обратились в Союз писателей Беларуси с просьбой помочь придумать новое название для компании. Писателем Владимиром Павловым было предложено название «Милавица».
Древние славяне словом «Милави́ца» называли планету Венеру, а одноимённая богиня считается символом любви и олицетворением женской красоты.
В 1991 году на базе Минского производственного объединения «Комсомолка» были созданы два самостоятельных предприятия с правом юридического лица: Минская швейная фирма «Милавица» и Молодечненская швейная фабрика «Комсомолка». В 1992 году фирма «Милавица» получила статус акционерного общества без участия доли государства. Контрольный пакет акций принадлежит коллективу предприятия.
В 1996 году МШФ «Милавица», согласно решению собрания акционеров и на основании решения «Мингорисполкома», была переименована в Закрытое акционерное общество «Милавица».

## Продукция
Под брендом Milavitsa выпускаются следующие виды продукции:
- женское нижнее бельё
- купальники
- трикотажные изделия

## Розничная сеть
Фирменные магазины компании открыты в 19 странах мира: в России действует более 300 магазинов, на Украине — 80, в других странах СНГ и на территории Евросоюза — более 120. Что касается Белоруссии, то там работает 51 фирменный магазин, пятнадцать из которых расположены в Минске.

## Спонсорство
В 2010 году компания «Милавица» стала генеральным партнёром женской национальной команды Белоруссии по баскетболу.